# Italochrysa asirensis
Italochrysa asirensis är en insektsart som beskrevs av Hölzel 1980. Italochrysa asirensis ingår i släktet Italochrysa och familjen guldögonsländor. Inga underarter finns listade i Catalogue of Life.